# Bethuel Uushona
Bethuel Uushona (ur. 9 marca 1982 w Windhoek) – namibijski bokser kategorii półśredniej.

## Kariera zawodowa
Jako zawodowiec zadebiutował 8 listopada 2002 roku. Do końca 2010 roku stoczył 23 pojedynki, wszystkie wygrywając i zdobył w tym czasie pasy: WBA Pan African oraz WBO Africa w wadze półśredniej.
26 marca 2011 roku zmierzył się o mistrzostwo Wspólnoty Brytyjskiej, walcząc z Dentonem Vasselem. Namibijczyk przegrał jednogłośnie na punkty (111-118, 113-117, 112-117), lecz wiele portali piszących o boksie uznało ten wynik za zbyt wysoki, chociaż zasłużony dla Vasella.
24 marca 2012 roku zmierzył się ze Słoweńcem Dejanem Zaveckiem. Bardzo wysoko i kontrowersyjnie na punkty (109-117, 109-118, 110-119) zwyciężył Zaveck. Jeden z popularnych bokserskich portali - boxingscene.com uznał walkę za remisową, punktując 113-113 i gdyby nie dwukrotnie odjęcie punktów przez sędziego, to Namibijczyk powinien był zwyciężyć. 28 lipca pokonał wysoko na punkty, byłego mistrza świata wagi półśredniej - Issaca Hlatshwayo.